# Karegudda, Manvi
Karegudda là một làng thuộc tehsil Manvi, huyện Raichur, bang Karnataka, Ấn Độ.